# Scholzeho větrný mlýn
Větrný Scholzeho mlýn se nachází poblíž vsi Uhelná na katastrálním území Václavic, které jsou části města Hrádek nad Nisou v okrese Liberec ve stejnojmenném kraji. Objekt z první poloviny 19. století je zapsán jako kulturní památka.

## Geografická poloha a popis stavby
Mlýn se nachází na katastrálním území Václavic, v nadmořské výšce 325 metrů, zhruba 400 metrů severně od zástavby Václavic a 400 metrů jihovýchodně od zástavby Uhelné, necelý kilometr jižně od česko-polské státní hranice. Objekt stojí vpravo od silnice směřující z Uhelné do Václavic, na někdejší takzvané Pašerácké stezce.
Mlýn holandského typu je zděná stavba na kruhovém půdorysu o průměru zhruba 10 metrů. Střecha mlýna má tvar kužele s vikýřem, krytým lepenkou. Původní vnitřní vybavení mlýna se nedochovalo. Bíle omítnutá stavba je zvenčí doplněna novodobou replikou lopatek, balkonem a novější nízkou přístavbou. Okna též nejsou původní, avšak jádro stavby se zachovalo dobře. Pozemek je obehnán zdí z pískovcových kvádrů.

## Historie

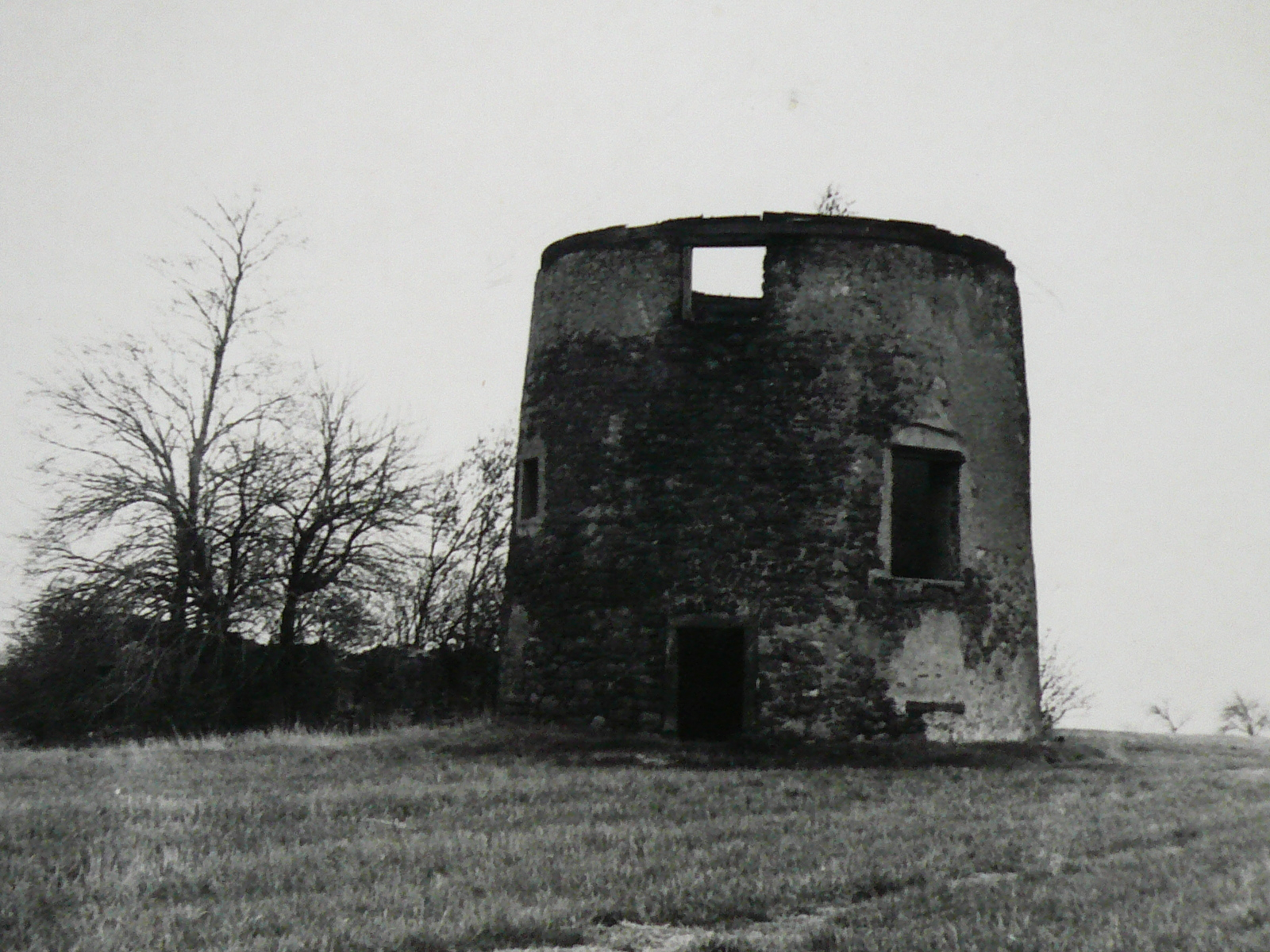
Mlýn v roce 1973

Větrný mlýn u Uhelné (německy Kohlige) postavil v letech 1842 až 1843 Josef Scholze, tesař a majitel hospodářství z nedalekých Václavic. Ve mlýně byla dvě mlecí složení a šrotovník. Podle dobových záznamů se ve mlýně ročně semlelo 14 až 16 tisíc měřic obilí. Po Josefu Scholzovi zde provozoval mlynářské řemeslo jeho syn Filip, který po roce 1860 začal mlýn pronajímat. Řemeslo postupně upadalo, protože hospodáři z okolí začali dávat přednost mletí obilí v nedaleké Žitavě. Posledním mlynářem ve větrníku u Uhelné byl v letech 1870 až 1875 Gotthelf Berndt, který provozoval také pekárnu.  Po roce 1875 se ve mlýně už jen šrotovalo. V roce 1890 provoz ustal úplně a byly sundány větrné lopatky. Na počátku 20. století podle záznamu z roku 1909 sloužila budova jako seník.
Bývalý mlýn v průběhu dalších desetiletí postupně chátral, jak dokládá i záznam v evidenčním listu nemovité kulturní památky z roku 1967, kde se mj. hovoří o rozbité střeše objektu a strženém větrníku. V roce 1973 objevil ruiny větrného mlýna a přilehlého domku Jiří Fanta a rozhodl se mlýn zachránit. O rok později mlýn koupil od státu a získal souhlas k jeho rekonstrukci, načež sloužil k rekreačním účelům. V roce 1999 Jiří Fanta mlýn prodal. Poté prošel rozsáhlými stavebními úpravami a začal v něm být počátkem 21. století provozován luxusní penzion.

## Dostupnost
Interiér mlýna, který je jedním ze dvou dochovaných větrných mlýnů na Liberecku, není běžně veřejnosti přístupný, volná prohlídka je možná pouze zvenčí. Příjezd je po silnici I/35 a dále po místní komunikaci, po níž vede také cyklotrasa č. 3039, zvaná Hřebenovka. V Uhelné i Václavicích jsou autobusové zastávky, avšak spojení do Hrádku nad Nisou, případně do Chrastavy či Liberce, je časově značně omezené.